# Miltinho
Miltinho (Rio de Janeiro, 1928 – Rio de Janeiro, 2014), est un chanteur et instrumentiste brésilien.
Bien qu'il apparaisse comme joueur de pandeiro, l'image du chanteur à la voix nasillarde s'impose rapidement dans ses interprétations de sambas « teleco-teco » (basiques) et de chansons romantiques. 
Dans les années 1940, il fait partie de plusieurs groupes, comme Anjos do Inferno (avec lequel il a voyagé aux États-Unis pour accompagner Carmen Miranda), Namorados da Lua, Quatro Ases e Um Curinga, Milionários do Ritmo et Cancioneiros do Luar.
Dans les années 1950, il est le crooner de l'Orquestra Tabajara et du groupe Milionários do Ritmo.
À partir des années 1960, il développe sa carrière solo et a du succès dès son premier LP, Um Novo Astro, en 1960.
Ses plus grands succès sont des compositions de Luís Antônio telles que Mulher de Trinta, Eu e o Rio, Poema das Mãos, Menina Moça, Poema do Adeus, Ri, A Canção que Virou Você, Volta, Devaneio, Recado, Lamento et Murmúrio. Un partenariat avec Luís Antônio et Djalma Ferreira lui offre un nouveau succès, Cheiro de Saudade. Il a aussi du succès sur les classiques Canção da Manhã Feliz, Palhaçada, Notícia de Jornal, Meu Nome É Ninguém, Só Vou de Mulher, Convencionemos et Momentos du duo Luís Reis/Haroldo Barbosa (pt). Raul Sampaio et Benil Santos (pt) ont enregistré Lembranças et Estou Só avec le même succès, de même qu'avec Poema do Olhar, de Jair Amorim (pt) et Evaldo Gouveia, et Mulata Assanhada, d'Ataulfo Alves.
Miltinho a enregistré quelques disques en espagnol, qui l'ont fait connaître dans les pays d'Amérique latine.

## Discographie
- Doctores en Ritmo (1959) avec Billo Frómeta (en)
- Um Novo Astro (1960)
- Diploma do Astro (1960)
- Miltinho (1961)
- Poema do Olhar (1962)
- Poema do Adeus (1962)
- Tá Bien (1963) avec Pocho Perez Y Su Orquestra
- Os Grandes Sucessos de Miltinho (1963)
- Miltinho É Samba (1963)
- Eu...Miltinho (1963)
- Mi Propio Yo (1963) avec Pocho Perez
- Bossa & Blanço (1964)
- Canção do Nosso Amor (1964)
- Incomparable (1964) avec Pocho Perez
- Dulce Veneno (1964)
- Reprise De Sucessos (1964)
- El Diablo y Yo (1965)
- Poema do Fim (1965)
- Ao Vivo (1965)
- Su Estilo Y Su Canciones (1966)
- Samba + Samba= Miltinho (1966)
- Amor de Pobre Rocío (1967)
- Tu Imagen (1967)
- Amor de Pobre (1967)
- Elza, Miltinho e Samba (1967) avec Elza Soares
- Quanto Mais Samba Melhor (1967)
- Canta En Castellano (1968)
- As Mulheres de Miltinho (1968)
- Elza, Miltinho e Samba Vol.2 (1968)
- Os Grandes Successes do Miltinho Vol.2 (1968)
- El Rey Del Fraseo (1969)
- Hablemos de Amor Otra Vez (1969)
- Samba & Cia (1969)
- El Rey Del Fraseo Vol.2 (1970)
- Palabras (1970)
- Dóris, Miltinho e Charme (1970) avec Dóris Monteiro
- El Rey Del Fraseo Vol.3 (1971)
- Novo Recado (1971)
- Dóris, Miltinho e Charme Vol.2 (1971)
- Dóris, Miltinho e Charme Vol.3 (1972)
- Dóris, Miltinho e Charme Vol.3 (1973)
- Miltinho (1973)
- Miltinho (1974)
- Mulher de Trinta, Ri, Menina Moça, Eu E O Rio, E Outrus Sucessos de Miltinho (1974)
- Corazón Vagabundo (1975)
- Miltinho (1976)
- Grandes Éxitos (1977)
- Mis Primeros Éxitos (1981)
- Ansias (1982)
- Helena De Lima E Miltinho- Gala Super Apresenta do Melha de Helena de Lima E Miltinho (1982)
- Inverno e Verão (1986)
- Miltinho Sempre (1987)
- Miltinho Convida (1998)
- Seleção de Ouro (1998)
- No Palco Ao Vivo (2000)
- Retratos (2004)
- Miltinho, Samba e Balanço (2008)
- Como Un Perro (2009)
- Cancion Del Alma (2009)
- Estoy Pensando En Ti (2009)
- Bossa Nova Hits From Brazil- Agustinho, Simonetti, Maysa, Miltinho (2011)
- Em Tempo De Bolero (2012)
- Boleros (2013)
- Essential Hits (2014)
- Essential Hits of Miltinho (2014)
- Hits (2014)
- O Melhor de Miltinho (2016)